# Les Villettes (Frankrijk)
Les Villettes is een gemeente in het Franse departement Haute-Loire (regio Auvergne-Rhône-Alpes). De plaats maakt deel uit van het arrondissement Yssingeaux. Les Villettes telde op 1 januari 2022 1.455 inwoners.

## Geografie
De oppervlakte van Les Villettes bedroeg op 1 januari 2022 11,78 vierkante kilometer; de bevolkingsdichtheid was toen 123,5 inwoners per km².

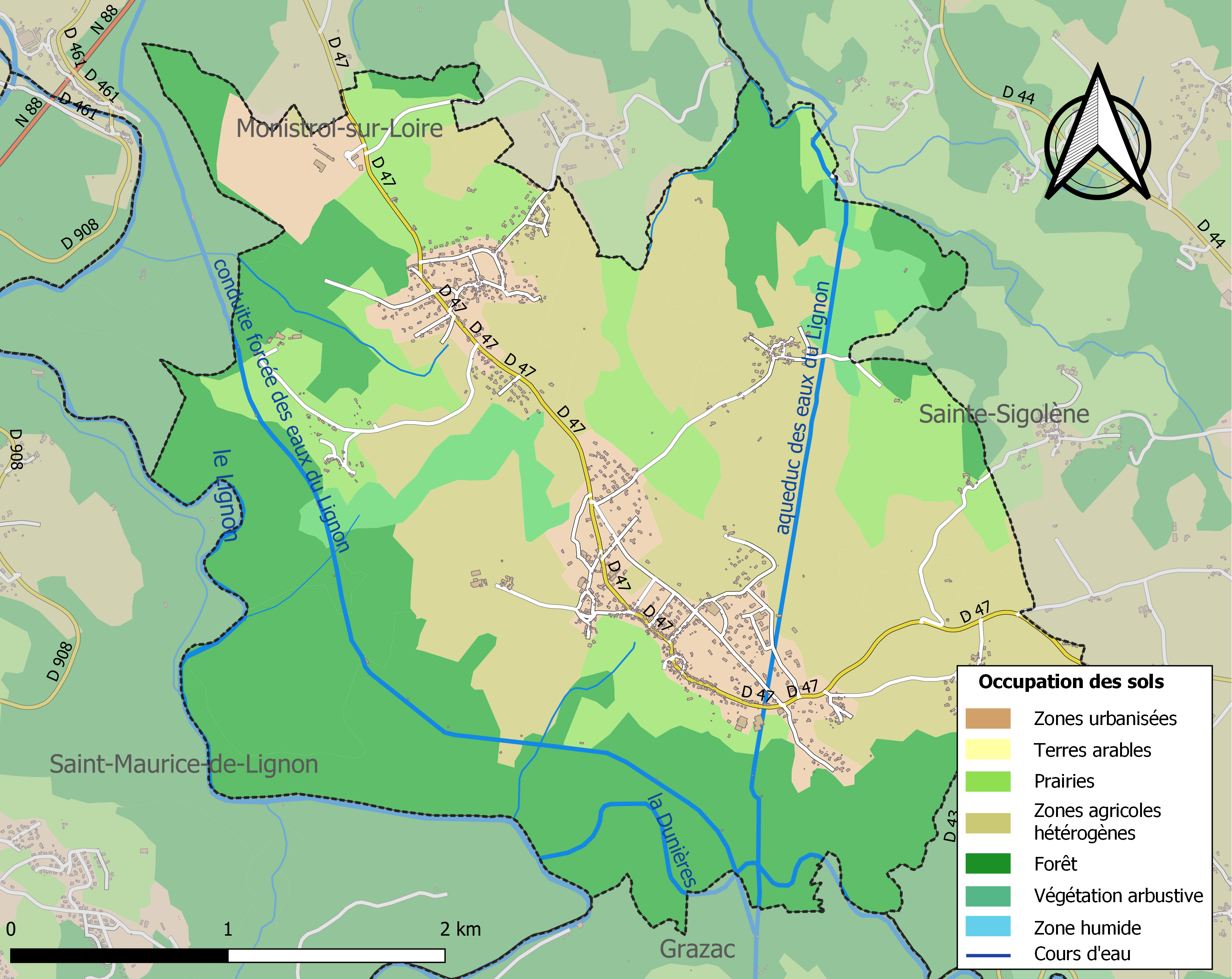
Kaart van de gemeente met de belangrijkste infrastructuur, bodemgebruik en omliggende gemeenten

## Demografie
Onderstaande figuur toont het verloop van het inwonertal (bron: INSEE-tellingen).